# Austrorgerius collina
Austrorgerius collina är en insektsart som beskrevs av Woodward 1960. Austrorgerius collina ingår i släktet Austrorgerius och familjen Dictyopharidae. Inga underarter finns listade i Catalogue of Life.